# 李超 (北魏)
李超（464年—524年10月1日），字景宗，后因为与身处江东族叔的表字相同而改字景昇，陇西狄道（今甘肃临洮县）人。
李超成人后被举荐为司州秀才，拜官奉朝请，任命为弘农郡冠军府录事参军事，又出任沁水县县令。后因为被判刑之人上告御史，李超被苛刻的审核，除籍为普通老百姓，之后的二十年中都没有任官。熙平二年（517年），李超重新出仕，补官为荆州前将军骑兵参军事，又出任怀县县令，在述职时生病，正光五年八月十八日（524年10月1日）于洛阳县永年里的住宅中去世，虚岁六十一。正光六年正月丙午朔十六日辛酉（525年2月23日），葬于洛阳县覆舟山的东南。李超的墓志铭全称为《魏故怀令李君墓志铭》，拓片藏于北京图书馆。

## 家庭

### 夫人
- 弘农杨氏，郏州主簿杨谈之女

### 子女
- 长女李孟宜，嫁弘农郡中正弘农王始俊
- 次女李媛姿，嫁侍御史辽西常彪
- 三女李仲妃，嫁凉州治中武威贾子谧
- 长子李道冲
- 四女李婉华
- 五女李休颜
- 六女李四辉
- 次子李道逸
- 三子李道栖